# Imagine (film, 2022)
Pour les articles homonymes, voir Imagine.
Pour plus de détails, voir Fiche technique et Distribution.
Imagine (en persan : تصور, Tasavor) est un film iranien d'Ali Behrad, sorti en 2022. Il est présenté lors de la semaine internationale de la critique lors du Festival de Cannes 2022.

## Synopsis
À Téhéran, dans la nuit, un chauffeur tombe amoureux d’une femme à qui il n’ose pas avouer ses sentiments. Alors commence un jeu de séduction mêlant mystère et fantaisie.

## Fiche technique
Sauf indication contraire, les informations mentionnées dans cette section peuvent être confirmées par la base de données cinématographiques IMDb,  présente dans la section « Liens externes ».
- Titre français : Imagine
- Réalisation : Ali Behrad
- Scénario : Ali Behrad
- Musique : Alireza Afkari
- Décors : Ali Behrad
- Montage : Emad Khodabakhsh
- Production : Javad Noruzbegi
- Sociétés de production :
- Pays de production :  Iran
- Langues originales : persan
- Format : couleur — 2,35:1
- Genre : drame
- Durée : 88 minutes
- Dates de sortie :

## Distribution
- Leila Hatami
- Hadi Ahmadi

## Distinction

### Nominations
- Festival de Cannes 2022 : 
  - Caméra d'or
  - Grand prix de la Semaine de la critique

### Sélections
- Festival de Cannes 2022 : en section Semaine de la critique